# Olallo Morales
Olallo Morales   (Almeria, 15 d'octubre de 1874 - parròquia de Leksands, 29 d'abril de 1957) nom artístic d'Olallo Juan Magnus Morales va ser director d'orquestra i compositor suec d'origen espanyol. Des de 1902 es va casar amb Clary Morales i pare de Christer Morales i Mona Morales-Schildt.

## Biografia
Morales va arribar a Suècia a set anys i va estudiar al Conservatori de Música d'Estocolm des de 1891. Es va graduar com a organista, cantor i professor de música el 1899 i després va estudiar més amb Wilhelm Stenhammar, Heinrich Urban, Teresa Carreño i Hans Pfitzner. Va treballar entre 1901 i 1909 a Göteborg, en part com a crític musical, en part com a segon director a l'Orkesterföreningen (1905-1909). Des de 1909 Morales va viure a Estocolm.
Va ser director de l'Orquestra Simfònica de Göteborg 1911-1918, crític musical de "Svenska Dagbladet" 1911-1918 i professor al Conservatori de Música d'Estocolm 1917-1939. El 1910 esdevenir membre de la Reial Acadèmia de Música, professor el 1921 i va rebre el Litteris et Artibus el 1940. Va ser secretari de la Reial Acadèmia de Música 1918–1940.
El 1918 Morales esdevingué inspector de les orquestres del país amb el suport de l'estat i des del 1932 del Museu d'Història de la Música, des del 1933 president de l'Associació d'Arts Musicals. El 1912–33 va ser el seu secretari. Com a compositor, Morales va compondre en una barreja d'estils nòrdics i espanyols, amb trets de l'impressionisme francès. Va publicar el 1921 juntament amb Tobias Norlind Musikaliska akademin 1771–1921 i el 1932 Musikaliska akademin 1921–31.
Va ensenyar, entre d'altres, a Lars-Erik Larsson.
El 1940 es va retirar de la majoria dels seus càrrecs públics a una petita vila de camp anomenada Tällberg i el 1957 va morir, tocant el piano al saló, amb vuitanta-tres anys complerts, acordant-se, com cada dia, d'aquell Observatori del seu pare, on pujava a veure les estrelles al cel d'Almeria.

## Treball
- El ballet Les noces de Camacho, 1944
- Simfonia en sol menor, 1901
- Concert per a violí en re menor, 1943
- Música d'estiu, 1948
- Composicions per a piano, obres corals i cançons